# Hemelrijck

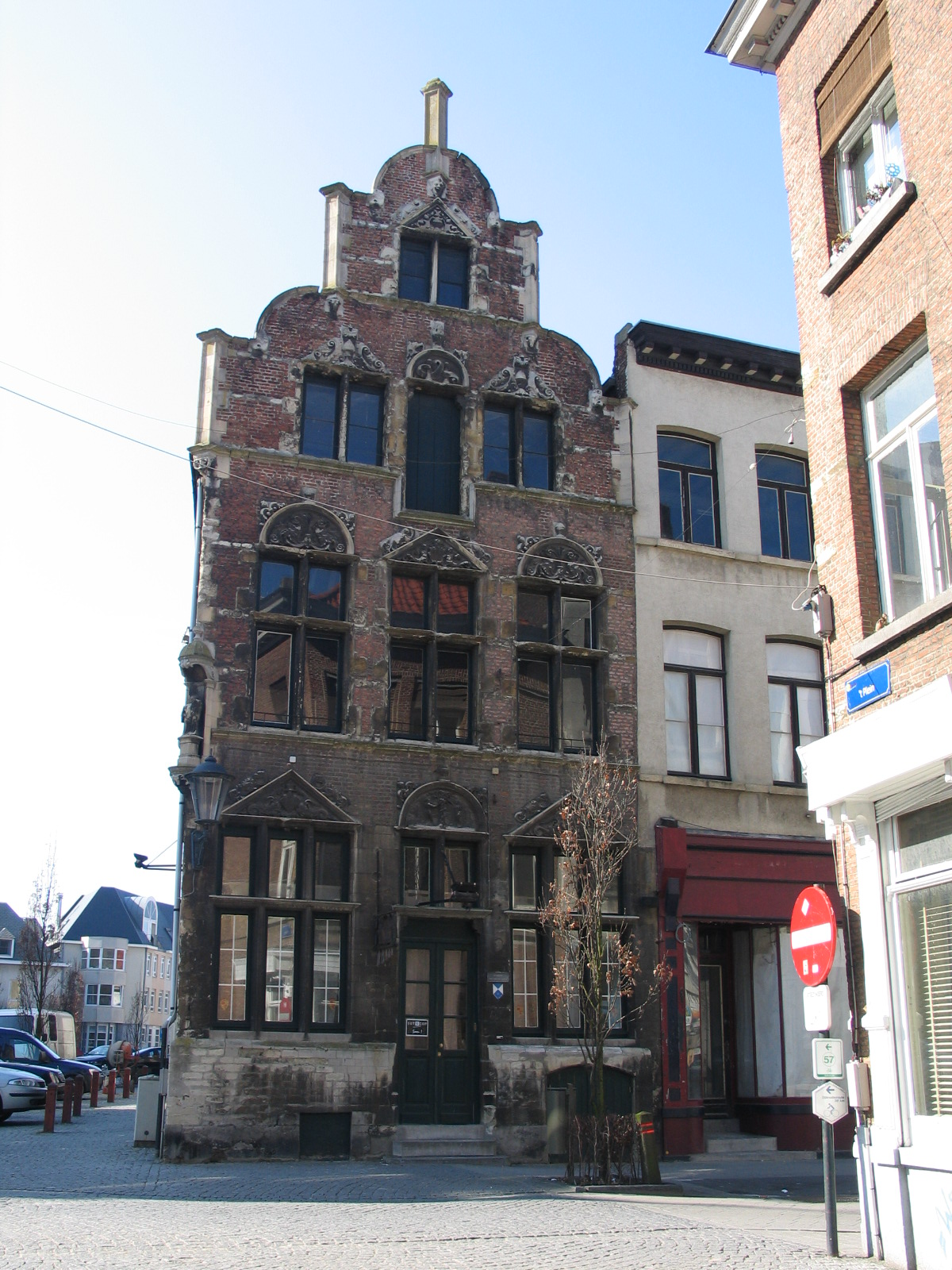

Hemelrijck is een pand uit begin zestiende eeuw aan de Onze-Lieve-Vrouwestraat in Mechelen.
Het gebouw werd opgericht omstreeks 1540 door de kunstenaarsfamilie Snellinck en maakte toen deel uit van vier huizen, de vier evangelisten. Boven de deur prijken Adam en Eva in het aards paradijs. Op de gevel (overgang tussen late gotiek en renaissance) staan het Mechelse wapenschild en twee zeemeerminnen afgebeeld. Boven de vensters wisselen frontons af met halfronde timpanen. In 1902 werd het pand fors gerestaureerd onder leiding van architect Ph. Van Boxmeer. In de twintigste eeuw deed het pand dienst als café en als theaterzaal met 55 plaatsen (Mechels Miniatuur Teater vanaf 1956). In 2012 werd de gevel gerenoveerd.
Sinds 1977 is het beschermd als monument.